# Chrysosplenium valdivicum
Chrysosplenium valdivicum är en stenbräckeväxtart som beskrevs av William Jackson Hooker. Chrysosplenium valdivicum ingår i släktet gullpudror, och familjen stenbräckeväxter. Inga underarter finns listade i Catalogue of Life.